# Muttonheads
Pour les articles homonymes, voir Tissot.
 (octobre 2022).
Si vous disposez d'ouvrages ou d'articles de référence ou si vous connaissez des sites web de qualité traitant du thème abordé ici, merci de compléter l'article en donnant les références utiles à sa vérifiabilité et en les liant à la section « Notes et références ».
En pratique : Quelles sources sont attendues ? Comment ajouter mes sources ?
Muttonheads, de son vrai nom Jérôme Tissot, est un Disc jockey, compositeur et producteur de musique français né le 3 mai 1976 à Chambéry. Il passe son enfance à Saint-Étienne-de-Cuines (Savoie, Rhône-Alpes). Assimilé à la French Touch, il s’inspire principalement de la musique électronique de la scène française, de disco et de funk, avec une  préférence pour l'Italo disco des années 1980.

## Biographie
Il débute la composition dès son plus jeune âge grâce à son Amiga 500 dans les années 1990. Il fait parler de lui notamment dans la scène démo avec ses compositions sur ProTracker (4 pistes, samples mono 8 bits) et autres chiptunes.
Le 23 mai 2001, il a sa première expérience live au Divan du Monde à Paris. Toutefois, l'artiste n'est repéré qu'en 2004 ; il signe son premier EP To You chez le label Serial Records, et son EP est diffusé dans les clubs européens. Son second EP, Smashing Music, suit le même chemin et est joué par de grands DJs.  L'année suivante, il sort son troisième EP I'll Be There, qui se positionne parmi les classements radios et clubs.
On retrouve aussi Muttonheads sur une collaboration avec Mathieu Bouthier et Demon Ritchie sous le nom Serial Crew. Leur single Need U est signé chez ULM. Les titres Make Your Own Kind Of Music et Remember s'ensuivent.
En 2006, Muttonheads développe son image de DJ, et lance son podcast, proposant toutes les deux semaines des titres electro house ainsi que des remixes. Son podcast est diffusé sur une dizaine de radios et webradios, en France et à l'étranger.
En 2007, Muttonheads devient résident de radio FG et devient donc Artiste FG. Aujourd'hui, il apparait en tant qu'invité sur les chaînes radios Contact FM, Fun Radio et NRJ.
Muttonheads réalise des dizaines de remixes pour Moby, Katerine, Joachim Garraud, Arno Cost, Laurent Wolf et Da Fresh. Il soutient de jeunes artistes en remixant ou coproduisant des titres avec Sven.K, Hard Rock Sofa, Steve Mac, Ilan Tenenbaum, JSR & Bassfly, Di Feno & Alls et Wize. Dans le même esprit, Muttonheads lance son Remix Contest qui donne chaque année des dizaines de remixes diffusés sur Internet.
En 2008, Muttonheads réalise un remix non officiel de Around the World' (Daft Punk).
En 2009, il mixe sur le char RedKatz Immersion aux côtés d'Avicii, RedKatz, Dim Chris, Sebastien Drums, Tristan Garner, Ophélie Mercury, Akil Wingate, Brian Arc & Adena lors de la Techno Parade.
Aujourd'hui, Muttonheads développe son activité de producteur et collabore sur des projets avec Mathieu Bouthier, et d'autres artistes pour lesquels il travaille dans l'ombre. Il est aussi à l'initiative d'un nouveau concept de label intitulé Partouze Records. Depuis 2013, Jérôme Tissot compose également sous le nom de scène Grand Garden, un projet qui lui permet d'explorer de nouvelles sonorités moins "acides". En 2014, Muttonheads sort son nouvel album avec des collaborations inédites. Pour composer la musique de ses chansons, il utilise le logiciel Reason, un studio virtuel basé sur un système de « rack », qui est développé par l'éditeur suédois Propellerhead Software.
Son premier album, Demomaker, est sorti le vendredi 10 juillet 2015. Le vendredi 27 novembre, Muttonheads sort son projet " CO/OP " où il réunit Laurent Schark, Kévin Sunray, Shebica et Leeroy Daevis, ainsi que les chanteurs Akil Wingate, Peter Kitsch, Sir Charles et Alex Alvarez. En 2017, Muttonheads prévoit de nouveaux projets avec de nouveaux artistes, notamment Knight Kids, un duo qu'il forme avec le chanteur Gilles Luka, originaire du groupe Ocean Drive. En janvier, il a sorti son nouvel EP en featuring avec Vita Levina, All I Want, comportant les titres " All I Want " et " Whisper ".
En 2018, Muttonheads sort, en featuring avec Alex Alvarez, un EP intitulé So Much. Peu après, il sort un single avec la collaboration de Leeroy Daevis. L’année 2019 marque le retour d’Eden Martin avec le single Speed Of Light sorti le 19 avril.
En 2020, il lance le projet musical Improbable Evidence aux sonorités des années 80 qu'ils définissent comme "french retrowave".

## Discographie

### Singles
- 2004 : To You
- 2004 : Smashing Music
- 2005 : I'll Be There
- 2006 : Lone Rider
- 2007 : Make Your Own Kind Of Music (avec Mathieu Bouthier)
- 2007 : Acid
- 2007 : Remember (avec Mathieu Bouthier)
- 2007 : Ready?
- 2008 : Etheral Sunshine (avec Sven K)
- 2008 : Sound Of Voice / Macrocosme
- 2008 : Need U 2008 (avec Mathieu Bouthier)
- 2010 : Dance Therapy (avec DJ Ralph)
- 2011 : Moment Of Happiness (feat. Alex Alvarez)
- 2011 : Trust You Again (feat. Eden Martin)
- 2011 : Going Away (feat. Eden Martin)
- 2012 : All Night Long (feat. Eden Martin & Big Joe)
- 2013 : Dancing With The Stars (feat. Eden Martin)
- 2013 : Snow White (Alive) (feat. Eden Martin)
- 2014 : Stronger Than Ever (feat. Eden Martin)
- 2014 : The Power (feat. Eden Martin)
- 2015 : Another Way (feat. Eden Martin)
- 2015 : I'm A Geek
- 2016 : Young (avec Shebica feat. Eden Martin)
- 2016 : Circus Parade
- 2017 : All I Want / Whisper (feat. Vita Levina)
- 2017 : Sunday (feat. Vita Levina)
- 2017 : So Much (feat. Alex Alvarez)
- 2017 : For Your Love
- 2018 : Can You Feel My Love (avec Leeroy Daevis)
- 2018 : Listen Up Baby (feat. Sylv)
- 2018 : My Hold Buddy (feat. Vita Levina)
- 2018 : For You (feat. Sir Charles & Bozo Sax)
- 2019 : You Make Me Feel Good (feat. Sylv)
- 2019 : Speed Of Light (feat. Eden Martin)
- 2019 : Forget You (feat. Eden Martin)
- 2019 : This Love (avec Twinsiders)
- 2020 : To You (Reloaded)
- 2020 : Lone Rider (Reloaded)
- 2020 : Smashing Music (Reloaded)
- 2020 : House Of God
- 2021 : I Like You But... (avec Agrume)
- 2021 : I'm Your Woman
- 2021 : Tell You
- 2021 : Dance All Night
- 2021 : Skrt Skrt
- 2022 : Feel The Love
- 2022 : So Sexy
- 2023 : You Can
- 2023 : Groove Resurrection
- 2023 : Feels Good

#### Sous Grand Garden
- 2013 : Crispy Soul / Whatz Ur Problem
- 2014 : Hardwired / Chaud Bouillant
- 2015 : Just The Way It Is (feat. Lady Bird)
- 2015 : I N33D U
- 2016 : Da Feelin'
- 2017 : Twisted (feat. Coco)
- 2018 : Blue Horizon (feat. Vita Levina)
- 2019 : Celebration Of The Soul (feat. Ladybird)
- 2019 : How Could They Promise (feat. Coco)
- 2019 : I House U / Desert Island
- 2021 : So Long / 2 Gether (feat. Ladybird)
- 2021 : Bucolique EP
- 2022 : Where Is My Love Too (feat. Ladybird)
- 2023 : Fairytales & Rhymes (feat. Ladybird)
- 2023 : Just One Look (avec Lapha feat. Ladybird)

#### Sous Improbable Evidence
- 2020 : Tellement Toute Seule
- 2020 : Savoir Pourquoi
- 2021 : Je t'emmènerai
- 2021 : Sexy Sunny
- 2022 : Jamais Vieux
- 2022 : Juste Une Fête
- 2023 : Une Autre Histoire

### Remixes
- 2004 : Leeroy Daevis - Can You Feel My Love? (Muttonheads 'Loose Control' Remix)
- 2004 : Joachim Garraud feat. Chynna - High Energy (Muttonheads Remix)
- 2005 : Wize - Exhibition (Muttonheads 'Under Acid' Remix)
- 2005 : Serial Crew - Need U (Muttonheads Remix)
- 2005 : Kash vs. INXS - Dream On Black Girl (Muttonheads Remix)
- 2005 : Medcab - Dance (Muttonheads Remix)
- 2005 : Eric Prydz - Call On Me (Muttonheads 'Fine Touch' Remix)
- 2006 : Dynamic Rockers - Life (Muttonheads Remix)
- 2006 : Alice in Videoland - Cut The Crap (Muttonheads Remix)
- 2006 : Da Fresh - Fuckin Track (Muttonheads Remix)
- 2006 : Julien Creance feat. Alexander Perls - Heatwave (Muttonheads Remix)
- 2006 : Ben Macklin feat. Tiger Lily - Feel Together (Muttonheads Remix)
- 2006 : Yane Solone feat. Jeremy Carr - Your Touch (Muttonheads Remix)
- 2007 : Swindlers - Stop In My Mind (Muttonheads & Mathieu Bouthier Remix)
- 2007 : Katerine - 100% VIP (Muttonheads Remix)
- 2007 : Ran Shani - Kyoto Nights (Mathieu Bouthier & Muttonheads Remix)
- 2007 : Electrico - Love In New Wave (Muttonheads & Mathieu Bouthier Remix)
- 2007 : Whigfield - Think Of You (Mathieu Bouthier & Muttonheads Remix)
- 2007 : Alexandre Auger feat. Akil Wingate - Give Love (Muttonheads Remix)
- 2008 : Noiz feat. Satory Seine - Gentle Motive (Muttonheads Remix)
- 2008 : Donique - Avenue 1 (Muttonheads Remix)
- 2008 : Sebastien Benett feat. Nic Kat - Midnight Trip (Muttonheads Remix)
- 2008 : Ian Round - Dancin' (Muttonheads Remix)
- 2008 : Laurent Delkiet - Night Lights (Muttonheads Remix)
- 2008 : JSR & Bass Fly - Ice Wind (Muttonheads Remix)
- 2008 : Sven K - Waste Of Time (Muttonheads Remix)
- 2008 : Topspin feat. Tanira - Gere (Muttonheads Remix)
- 2008 : Laurent Wolf - Seventies (Mathieu Bouthier & Muttonheads Remix)
- 2008 : Ian Rogers - The Reason (Muttonheads Remix)
- 2008 : Di Feno & Alls feat. Karine Lima - Touch Your Mind (Muttonheads Lo-Fi Remix)
- 2008 : Arno Cost - Souvenir (Mathieu Bouthier & Muttonheads Remix)
- 2009 : Hard Rock Sofa - You Are Like (Muttonheads Inspired Remix)
- 2009 : Ugostar & DaXto feat. Satory Seine - Lazy Girl (Muttonheads Remix)
- 2009 : Ilan Tenenbaum - From Dusk Till Dawn (Muttonheads Remix)
- 2009 : Jelly For The Babies - Northern Lights (Muttonheads Remix)
- 2010 : Raul Rincon & Phonk Of Future - Like A Saxmachine (Muttonheads Remix)
- 2010 : Nemanja Kostic - Cataclysm (Muttonheads Remix)
- 2010 : Jelly For The Babies feat. Jepsibangers - Prime Time (Muttonheads Remix)
- 2010 : Damian William & Terri B! - I Still Believe (Muttonheads Remix)
- 2011 : Laurent Pautrat feat. Meezo - Sexy Girl (Muttonheads Remix)
- 2011 : Joanna Rays - Beating For You (Muttonheads Edit)
- 2011 : Tony Romera feat. Violetta - Freak N Music (Muttonheads Remix)
- 2011 : Julien Scalzo feat. Paolo Mezzini - Remember (Muttonheads Remix)
- 2011 : Jeremy De Koste feat. Lary - Forever (Muttonheads Remix)
- 2011 : Tristan Casara feat. Max Fredrikson - Amour (Love Her) (Muttonheads Remix)
- 2011 : Mylène Farmer - Lonely Lisa (Mathieu Bouthier & Muttonheads Remix)
- 2011 : Danny Wild feat. Joanna Rays - Happy People (Muttonheads Remix)
- 2011 : Greg Armano & Xantra feat. Joseph Dark - In The Sun (Muttonheads Remix)
- 2011 : DJs From Mars feat. Fragma - Insane (In Da Brain) (Muttonheads Remix)
- 2011 : Joanna Rays - So In Love (Muttonheads Edit)
- 2011 : John Revox feat. Brian Lucas - Luv' Train (Muttonheads Remix)
- 2011 : The Nycer feat. Deeci & Taleen - Freaky (Muttonheads Remix)
- 2012 : Addict DJs feat. Jay Delano - Amazing (Muttonheads Remix)
- 2012 : Fred Pellichero feat. Mandy Ventrice - Psychopath (Muttonheads Remix)
- 2012 : Jeremy De Koste & T.C.P - Rapstar (Muttonheads Remix)
- 2012 : Moussa Clarke & Sums feat. Corey Andrew - We Belong To The Sound (Muttonheads Remix)
- 2012 : Inna - Wow (Muttonheads Remix)
- 2012 : Bodybangers feat. Gerald G! - Set The Night On Fire (Muttonheads Touchdown Remix)
- 2013 : Mico C - You'll Be Mine (Muttonheads Remix)
- 2013 : Anton Wick feat. Mod Martin - Revolution Love (Muttonheads Remix)
- 2014 : Junior Caldera feat. Kardinal Offishall - It's On Tonight (Muttonheads Remix)
- 2014 : Indila - Dernière Danse (Muttonheads Remix)
- 2014 : ADDK - I Need Your Love (Muttonheads Remix)
- 2015 : Anton Wick & Joanna Rays - Let Me Go (Muttonheads Remix)
- 2015 : DJ Noiz feat. Sabina - Out Of Touch (Muttonheads Remix)
- 2015 : Laurent Pautrat & Corey Andrew - Saturday (Muttonheads Remix)
- 2017 : Zuri feat. Laladee - Illusions (Muttonheads Remix)
- 2018 : Colorblast - Gorgeous (Muttonheads Edit)
- 2018 : Laurent Schark feat. Darren Ellison - One Of A Kind (Muttonheads Remix)
- 2021 : Agrume & Crystal Waters - I Don't Wanna (Muttonheads Remix)
- 2021 : Grand Garden - Back Seat (Muttonheads Remix)
- 2023 : John Modena feat. Mr Sacha - Stand By Me (Muttonheads Anthem 2023 Remix)

#### Remixes non officiels
- 2012 : Tony Romera vs. Noiz - Freak'n Motive (Muttonheads Remix & Boot)
- 2012 : Daft Punk - Robot Rock (Muttonheads Remix)
- 2012 : Daft Punk vs. Psy - Gangnam Rock (Muttonheads Remix & Boot)
- 2014 : Nightcrawlers - Push The Feeling On (Muttonheads Remix)
- 2016 : Ariana Grande - One Last Time (Muttonheads Summer 2016 Remix)
- 2017 : Tony Romera - Fire Inside (Muttonheads Reloaded Edit)
- 2018 : Air Supply - Sweet Dreams (Muttonheads Remix)
- 2019 : Pills - Rock Me (Muttonheads 2019 Rework)
- 2021 : Daft Punk - Touch (Muttonheads Remix)

#### Sous Grand Garden
- 2016 : Kid Legacy - The Other Bae (Grand Garden Remix)
- 2019 : Didier Sinclair & DJ Chris Pi - Groove 2 Me (Grand Garden Remix)
- 2020 : Muttonheads - House Of God (Agrume & Grand Garden Remix)